# Salem (Zweden)
Salem is een Zweedse gemeente in Södermanland. De gemeente behoort tot de provincie Stockholms län. Ze heeft een totale oppervlakte van 71,5 km² en telde 14.127 inwoners in 2004.

## Geboren
- Sarah Sjöström (17 augustus 1993), zwemster